# Episodi di A casa dei Loud (nona stagione)
La nona stagione della serie animata A casa dei Loud, è stata trasmessa in Italia il 9 giugno 2025, prima del debutto negli Stati Uniti, rendendola la prima stagione della serie ad andare in onda in Italia prima degli Stati Uniti. La stagione era originariamente la seconda metà dell'ottava stagione, prima che quest'ultima venisse divisa in due.. 
| nº | Titolo originale         | Titolo italiano           | Prima TV USA | Prima TV Italia |
| -- | ------------------------ | ------------------------- | ------------ | --------------- |
| 1  | Crystal Ballin'          | La sfera di cristallo     |              | 9 giugno 2025   |
| 1  | The Most Dangerous Gamer | Un gamer molto pericoloso |              | 9 giugno 2025   |
| 2  | Merry Diss-mas           |                           |              |                 |
| 2  | Just Snow with It        |                           |              |                 |
| 3  | Meet the Purrents        | Gattino in condivisione   |              | 10 giugno 2025  |
| 3  | Apartment Complex        | Niente privacy            |              | 10 giugno 2025  |
| 4  | Pet Project              | Niente animali            |              | 11 giugno 2025  |
| 4  | Cuff Break               | Il pasticcio magico       |              | 11 giugno 2025  |
| 5  | Prom-Com                 | Il comitato del ballo     |              | 12 giugno 2025  |
| 5  | Scene Steeler            | Il metodo Luan            |              | 12 giugno 2025  |
| 6  | Rough Patch              |                           |              |                 |
| 6  | The GLOAT                |                           |              |                 |
| 7  | Kanga-ruse               |                           |              |                 |
| 7  | The Walking Bed          |                           |              |                 |
| 8  | Hologram Jam             |                           |              |                 |
| 8  | Ship Wreckers            |                           |              |                 |
| 9  | Writer's Retreat         |                           |              |                 |
| 9  | Sick as a Dad            |                           |              |                 |
| 10 | Gags to Riches           |                           |              |                 |
| 10 | Sole Searching           |                           |              |                 |
| 11 | Hamalot                  |                           |              |                 |
| 11 | Garbage Dumped           |                           |              |                 |
| 12 | Swimming Fools           |                           |              |                 |
| 12 | Stage Combat             |                           |              |                 |